# Olbersdorf
Olbersdorf je obec v Horní Lužici v německé spolkové zemi Sasko. Nachází se v zemském okrese Zhořelec a má přibližně 4 400 obyvatel.

## Poloha
Obec na severu hraničí s Žitavou a na jihu s letoviskem Oybin v Lužických horách, v Sasku označovaných jako Žitavské hory (Zittauer Gebirge). Obcí prochází Žitavská úzkorozchodná dráha. Na severu města se nachází zatopený hnědouhelný důl Glückauf, který byl založen roku 1912. V roce 1999 byl zatopen a dnes je využíván ke koupání a rekreaci. Vzniklé jezero se nazývá Olbersdorfer See.

## Historie
Husité zbořili Olbersdorf v roce 1420 a pak v roce 1424.[zdroj?] Vzestup ve dvacátých letech dvacátého století přinesl novou silnici do Žitavy, novou ústřední školu a lesní koupaliště.